# Філософія в Україні
Філософія (грец. філософія — любов до мудрості) — це знання першооснови буття, спосіб їх пізнання, снесу людського існування, мета, цінності та ідеали суспільства.
Філософія майже завжди прагнула до того, щоб ця першооснова, яку вона шукає, спосіб її пізнання, система людських цінностей та суспільний ідеал були єдиними.

## 16-17 століття
Як систематичне знання, філософія виникла в Україні щойно з розвитком інституційної вищої освіти в 16 — 17 ст. під впливом західно-філософських ідей. Проте філософське мислення і пошук відповідей на основні, життєві питання були притаманні українському народові здавна, вони пов'язувалися з його світоглядом і релігією ще за дохристиянських часів. Християнство визначило новий шлях і дало вагомий стимул для філософської думки, вносячи в нього елементи юдейсько-грецькі, а згодом і римської духовної культури. Все ж слов'янсько-українська основа і підхід мислення, менш спекулятивний, радше контемплятивний, визначили характер філософської думки в Україні та її поширення. Серед українців назагал знаходимо мало «чистих» філософів, зате філософське мислення притаманне багатьом письменникам, митцям, історикам, суспільним теоретикам. Тому історія української філософії включає, поряд з філософами типу Г. Сковороди, П. Лодія, С. Гогоцького, також М. Гоголя, П. Куліша, Тараса Шевченка, В. Липинського й ін. Ці українські мислителі висловлюють свої погляди менш теоретично й абстрактно, а передають їх найточніше, у контексті з життям, призначенням і життєвими ситуаціями людини. Вони представляють радше свої світоглядові думки і життєві настанови, аніж абстрактні схеми і теоретичні арґументи. У світосприйнятті, а тим самим у філософії українців переважають емотивні елементи над раціональними. Прагнення до синтези і гармонії також прикметне для українського світогляду, у висліді чого майже не заступлені серед українців крайні і чіткі філософські системи. Більшість мислителів і філософських течій, поширених в Україні, представляють синкретичні думки і пізнання. Так само властивою для українського способу мислення є релігійна настанова, «шукання Бога» і вартостей віри як такої, а не обов'язково пов'язання їх з конкретними релігійними доктринами. Ці риси української збірної ментальності знайшли свій вираз у філософських дослідах і пошуках.

## 18 століття
З християнством, писемством і освітою прийшли в Україну фрагментарні філософські відомості, насамперед через твори Отців Церкви і перекладну літературу. У тій таки літературі знаходимо вказівки на античних грецьких філософів. Вже в «Ізборнику Святослава» 1073 є вияснення деяких філософських категорій за Максимом Ісповідником і Теодороїм Райським, а в «Ізборнику» 1076 — низка етичних норм.
Відомі були на Русі й «Діалектика» І. Дамаскина, «Діоптра» П. Пустельника, «Шестоднев» у перекладі болг. І. Екзарха, антології «Пчоли», середньовічні хроніки, а далі твори Кирила філософа болг., які містили чимало філос. відомостей. Під їх впливом були висловлені думки в ориґінальних творах староукр. письменства, гол. в «Слові о законі і благодаті» Іларіона, «Поученнях» Луки Жидяти і Володимира Мономаха, у «Слові» Данила Заточника, в літописах, житіях і проповідях. Уже за Ярослава Мудрого діяли в Києві учені («книжні люди»), серед них Теодосій Печерський, Нестор-літописець та ін., що залишили глибокі своїм змістом твори. Зокрема писання Клима Смолятича доводять його ознайомлення з античною філософією, а літописець називає Клима «філософом, якого в руській землі не бувало». Кирило Турівський у поетично складених творах і проповідях намагався погодити віру з розумом. Але це мислення далеке від сучасної йому у Західній Європі спекулятивної схоластики, яка до кін. 15 ст. була майже невідомою в Україні. Слід ще згадати впливи юдаїзму й арабських рел. мислителів, що виявилися в єресі «зжидоватілих», яка, хоч виникла в Києві, набрала більшого поширення в Новгороді.
Глибше філос. зацікавлення пробивається в укр. літературі періоду рел. боротьби, коли укр. Землі опинилися в межах Лит. Князівства і Польщі. Цей період зв'язаний з поширенням освіти (братські школи, Острозький наук. гурток і академія) та з впливами зах, течій: схоластики, ренесансу, гуманізму" і рел. реформацій. З кін. 15 ст. українці вже здобувають освіту у зах. університетах (Болонья, Падуя, Париж, Прага, Краків). Насамперед зах. ідеї діставалися на Україну через поль. рел. й осв. установи й у зв'язку з намаганнями поширити католицизм на укр. землі (Берестейська Унія). Полемічна література з боку православних і католиків та уніятів користувалася, крім теологічних, також філос аргументами (виняток становить антинаук., з аскетичним наставленням правос. полеміст І. Вишенський). Багато філос. думок висловлено в полемічному творі «Апокрисис» Христофора Філалета кін. 16 — поч. 17 ст. Обидві сторони вдаються в полеміці до метафіз. спекуляцій, покликуючися на авторитет Платона, Арістотеля, св. Авґустина і Фоми Аквінського. Вони були також ознайомлені з творами Лютера, Меланхтона і Цвінґлі. Кат. і протестантські школи на укр. землях у 16 — 17 вв. сприяли поширенню цих філос. теорій і серед укр. молоді.
Подальший розвиток філос. навчання і письменства зв'язаний з Києво-Могилянською Академією, дехто з викладачів якої вчився у Замостській Академії (К. Сакович, І. Трофимович-Козловський, С. Косов) та зах.-евр. університетах (І. Ґізель, Т. Прокопович, С. Яворський та ін.). Філософія викладалася вже в Київ. Лаврській школі з 1631. її викладали у Києві лат. мовою та залишили свої твори-курси викладів такі вчені: І. Ґізель («Opus totius philosophiae», «Axiomae philosophicae», він же автор трактату українською мовою «Миръ съ Богом человЂку»); Й. Кононович-Горбацький («Orator Mohileanus», в якому поміщені його диспути про діалектичні настанови; він же автор курсу арістотелівської логіки «Subsidium logicae»); C. Яворський («Agonium philosophicum», a також курси психології і логіки, фізики та трактат "Камень вЂри); М. Козачинський («Philosophia Aristotelica»); Ю. Кониський (курси «фізики» і етики в дусі Арістотеля); Йоасаф Кроковський (заг. курс філософії, диспути з логіки). У останнього вже помітне відхилення від схоластики й Арістотеля та критика томізму, хоч ці системи переважали у філос. поглядах ін. учених Києво-Могилянської Академії. З Академією пов'язана наук. та письм. діяльність енциклопедиста Т. Прокоповича, що викладав поетику, реторику, логіку, фізику, математику й теологію. В його творах помітні впливи гуманізму і просвітництва, популяризація ідей X. Вольфа і Ф. Лейбніца (українською мовою «Філос. твори», 3 тт. К. 1979). Прокопович поклав основи теорії зверхности світської влади над церк. й обґрунтував самодержавство у творах: «Правда воли монаршей», «Слово о власти и чести царской», «Духовный регламент». Він і багато Еипускників Академії згодом працювали як викладачі філософії чи церк. діячі у Москві й ін. містах Росії.
Два філософських твори, що появилися в другій половині 17 ст., не зв'язані з Академією. Це «Зерцало богословія» К. Ставровецького-Транквіліона і «Трактатъ о душЂ» (1625) К. Саковича; останній писав філософські праці також польською мовою. Елементи філософії є в трактатах П. Могили («Confessio Orthodoxa») та А. Зернікава (Чернігівського) про походження Святого Духа («De processione Spiritus Sancti»). Курси філософії читалися у 18 ст. у лівобережних колеґіях (Чернігівській, Харківській, Переяславській) та в греко-католицьких монастирських школах Василіян (гол. Лаврівська і Львівська школи).
Перехідною постаттю між «золотим віком» Академії та розповсюдженням філософської освіти в інших містах України та Сх. Європи і його завершенням з'являється блискучий і перший справжній український філософ Г. Сковорода, вихованець Академії, сучасник Канта. Сковорода, названий «українським Сократом», видатне явище в українській і елов. філософії взагалі, людина, що своїм життям і філософською проповіддю засвідчувала автентичність своїх поглядів і теорій. Студії над Сковородою за останніх сто років, зокрема від часу видання його творів Д. Багаліем (1894), виявили, що його філософія є не лише вираженим у літературних символах етичним світоглядом чи еклектично дібраними філософськими елементами з перевагою богословської думки, а й суцільною ориґінальною системою пізнання, метафізики й етики. Важливим етапом цих студій були праця «Філософія Г. С. Сковороди» Д. Чижевського (Варшава 1934) та статті Івана Мірчука в німецьких славістичних журналах 1930-х pp. Особливо інтенсивні досліди над Сковородою проведено на початку 1970-х pp. в Україні і за кордоном у зв'язку з 250-літтям його народження. Тоді ж видано повне видання «Творів» у двох томах (Київ, 1973).
Серед сучасників Сковороди і філософів наступної генерації були: І. Хмельницький (студіював у Кеніґсбергу, мабуть, у Канта); Г. Полетика, що перекладав твори грецьких філософів; містик і масонський діяч С. Гамалія (1743 — 1822, переклав твори німецького містика Я. Беме) і релігійний мислитель-аскет П. Величковський, що свої богословські й філос. писання базував на патристиці. Типовим світським представником філософії просвічення був Я. Ковельський, також вихованець Киево-Могияянської Академії, що, бувши добре ознайомлений з сучасною зах. філос. думкою, виявив себе прихильником теорії природного права і суспільного договору Ж.-Ж. Руссо. Його твори «Философические предложения» (1768) і «Рассуждение о человеческом познании» (1780) мали прогресивний вплив на суспільно-політичну думку в Росії. Під впливом X. Вольфа написав свою логіку Іван Рижський («Умословие или умственная философия», 1790), згодом перший ректор Харківського університету.

## 19 століття— початок 20 століття
Виразним послідовником І. Канта серед українців був священик В. Довгович на Закарпатті, який написав латинською й угор. мовами кілька трактатів про німецького раціоналіста: «Critica purae rationis Cantiana in Compendio» (1808) і «Critica practicae rationis ex operibus I. Canti…» (1809); інші українські філософи знайомилися з Кантом посередньо через послідовників Ф. Геґеля і Ф. Шеллінґа в Україні (див. Кантіанство). Критика Канта є в творах П. Лодія, спочатку професора Львівського Університету, а згодом декана філософського факультету в Петербурзькому Університеті (праця «Логические наставления», 1815), математика і філософа Харківського університету Т. Осиповського («О пространстве и времени», 1807) та ін. Професор Харківського університету А. Стойкович (сербського походження) у вивченні фізичного світу намагався створити синтезу ідеалізму й матеріалізму.
Німецький ідеалізм був популярний в Україні, зокрема твори Й.-Ґ. Фіхте, якого запросили на кафедру філософії новозаснованого Харківського університету. Він відхилив запрошення і рекомендував свого учня Й. Б. Шада. Шад понад 10 pp. був діяльний у Харкові, написав низку праць та виховав плеяду адептів філософії. Його наступником на харківській катедрі (1818 — 30) був А. Дудрович з Закарпаття, який схилявся до Шеллінга і, на відміну від Шада, відстоював релігійно-містичні погляди. Філософію права за німецькими ідеалістами викладав М. Білоус у Ніженському ліцеї. Видатними шеллінгіянцями були натурфілософи — Д. Кавунник-Велланський та М. Максимович, перший ректор Київського Університету. Ін. професор Харківського університету: П. Любовський (логік і психолог), німець Л. Якоб (сенсуаліст у філософії і популяризатор природного права). Послідовниками Геґеля і Шеллінґа були також професор Київської духовної Академії О. Михневич (логік), професор Київського Університету С. Гогоцький (склав «Философський лексикон» у 4 тт., 1857 — 73, автор праці «Критический взгляд на философию Канта», 1847, у якій критикував гегельянські погляди на релігію) та О. Новицький (підручники з логіки і психології). Поважний вплив залишив Гегель у філософії права 19 ст. (див. Гегельянство в Україні).
У Галичині адептами філософії Гегеля були О. Чайковський (опублікував 1853 у Відні «Versuch der Vereinigung der Wissenschaftein») і Климентій Ганкевич, що дав перший огляд слов'янської філософії («Die Grundzuge der slawischen Philosophie»).
Прихильниками німецького ідеалізму були українські романтики в літературі, а згодом і дехто з членів Кирило-Мефодіївського Братства (Микола Костомаров, Пантелеймон Куліш і Тарас Шевченко), що виявилося головне в українському месіянізмі («Книги битія українського народу») та у «Філософії культури» Куліша, яка є синтезом людської екзистенції, природи і духа. Лінію своєрідної українсько-слов"янської філософії після Сковороди продовжив релігійний письменник-мислитель Микола Гоголь, на філософію якого складаються зглиблення внутрішнього світу людини, етичний плюралізм і вартості християнської культури. Радянські дослідження філософії в Україні концентрують значну увагу на суспільно-політичних поглядах провідних письменників і публіцистів другої половини 19 — поч, 20 ст., визначаючи їх як «революційних демократів» (Т. Шевченко, М. Павлик, С. Подолинський, О. Терлецький, М. Коцюбинський, П. Грабовський, Л. Українка й ін.). М. Драгоманов, найяскравіший представник української суспільно-політичної думки, зазнає від 1930-х pp. негативної оцінки як «буржуазний націоналіст». Проте його з іншими сучасниками єднає філософський позитивізм, політичний лібералізм і демократичний соціалізм.
Найвидатнішим чистим філософом 19 ст. був П. Юркевич, професор Київської духовної Академії, учитель російського філософа В. Соловйова. Юркевич відкидав не лише механічний матеріалізм, але й критично ставився до Канта; розробив власну систему, базовану на філософії Платона і деяких типових укр. традиціях, т. зв. «філософію серця», яке мало б бути основою пізнання і джерелом етики, пройнятої релігійними вартостями. Помітним представником ідеалізму й одним з адептів персоналізму був професор Київського Університету О. Козлов, що видавав перший в Україні філос. журнал «Филос. трехмесячник» (1885—1887); його філос. погляди близькі до іманентної філософії, а рел. окреслюються як панпсихізм. Наступником Козлова на катедрі філософії Київського університетубув О. Гіляров, знавець грецької філософії, що у своїй своєрідній ідеалістичній системі заперечував наук. характер філософії, а радше ставив її на рівні релігії і мистецтва. в Україні діяв ще М. Грот (1852 — 99), проф. Історико-філологічного інституту князя Безбородька в Ніжині, який намагався погодити релігію з філософією. Етико-філософські вчення античності досліджував у своїй дисертації та монографії полтавчанин І. Чаленко. Представником позитивізму у його емпіріокритичному варіанті був В. Лесевич, зібрані твори якого появилися в 1915—1917 («Собранные сочинения», 3 тт.). Вийшовши від критики О. Конта, Лесевич повернувся до Канта і розробив за Р. Авенаріюсом теорію пізнання для позитивізму, назвавши свою систему «критичним реалізмом». Ідеї Ф. Бекона розвивав проф. Харківського університету Ф. Зеленогорський, він був також дослідником Г. Сковороди.
Філософськи підбудовували свої праці філологи: О. Потебня («Мысль и язык», 1862; «Язык и народность», 1895) і Д. Овсянико-Куликовський; вони поклали початок окремої психологічної школи в мовознавстві і літературознавстві (т. зв. потебніянство). Соціолог-філософ М. Ковалевський, економіст М. Туган-Барановський і правник-неокантіянець Б. Кістяковський були провідними критиками філософії К. Маркса в дорев. Росії.

## У Західній Україні і на еміграції
За міжвоєнного часу в Західній Україні й на еміграції філософія мала обмежені можливості розвитку. Українець В. Зіньківський досліджував історію філософії в Україні в рамках рел. філософії в Росії, сам він представляв рел.-філос. думку в Рос. Правос. Церкві. На тлі слов. філософії і культури вивчав історію укр. філософії автор «Логіки і етики» Д. Чижевський ("Нарис з історії філософії на Україні, 1931; «Гегель в Росии», 1939). В УВУ, як і Чижевський, почав свою діяльність Іван Мірчук (знавець І. Канта й історик української культури). У Празі при Укр. Високому Пед. Інституті ім. Драгоманова діяло філос. Товариство ім. Сковороди. У Галичині працювало кілька адептів філософії в Гр.-Кат. Богословській Академії: М. Конрад (історія філософії і соціології), Й. Сліпий (неотоміст) і містик Г. Костельник («Шляхи віри модерної людини», 1936). В Укр. Таємному Університеті викладав логіку С. Балей, згодом професор Варшавського Університету. На філософські теми писав М. Шлемкевич-Іванейко, автор праці «Філософія» (1934, перевидана з вступом О. Кульчицького під назвою «Сутність філософії» 1982), та низки есеїв на суспільно-світоглядові теми. Філософічно намагалися обґрунтовувати свої політ. доктрини В. Липинський (консерватизм), Д. Донцов і Ю. Вассиян (інтегральний націоналізм). Ревізіоністичний марксизм представляв В. Левинський; став відомий у міжнар. науці як критичний марксист і марксознавець Р. Роздольський («Zur Entstehungsgeschichte des Marxschen-Kapital», 2 тт. 1968 — 69; англ. вид. 1977). Власну етичну систему, базовану на щасті, розвинув письм. В. Винниченко у творах «Щастя» (листи до юнака) і «Конкордизм — система будування щастя».
Після другої світової війни діяла катедра філософії при Українському вільному університеті в Мюнхені (керівники: Іван Мірчук, О. Кульчицький). Модерні філософські теорії вивчали о. В. Маланчук (нім. і франц. реалізм), В. Рудко (учень Н. Гартмана) і К. Митрович (екзистенціалізм і дослідження Г. Сковороди). Визначним інтерпретатором С. К'єркегора був Г. Маланчук (див. додаток), що жив у Данії; більшість його праць появилася поданськи й англ. (м. ін. «Kierkegaard's Thought», 1974; «The Controversial Kierkegaard», 1980). У Філадельфії (Ля Саль Коледж) філософію викладає Є. Лащик, знавець філософії Т. Куна, А. Ейнштейна та В. Винниченка.

## Філософія в УРСР. Перша половина 20 ст
Найбільше розвинені ділянки філософії в УССР пов'язані з науковою методологією або з філософськими питаннями природознавства.
Від 1926 існувала в Києві при ВУАН катедра марксизму-ленінізму, одною з комісій якої була філос.-соціологічна. Її очолював С. Семковський, а членами і співробітниками були В. Асмус, Р. Левик, Я. Розанов, Н. Перлін, О. Загорулько, М. Нирчук, Л. Левинський, І. Врона, Л. Штрум.
Розвиток філософії в УССР за 1920-х pp. відзначається назагал тим, що в дослідах і публікаціях існувала відносна толеранція поглядів щодо інших філософ. течій і їх наук. критика. Співжили і взаємно себе критикували крайні механісти, «деборінці» (група А. Деборіна, ред. «Под знаменем марксизма» в Москві, що «недооцінювала вклад Леніна в марксизм» і 1931 р. була засуджена) та філософи «рел. орієнтації». Механісти заперечували потребу існування філософії, як і релігії. Такі крайні погляди відстоював О. Мінін, проф. Інституту Червоної Професури в Москві, а також В. Рожицин у Києві. А. Деборін, а в Україні В. Юринець твердили, що філософія потрібна і що наук. досліди мусять керуватися діалектичною методою Геґеля і Маркса. Проте партія закинула цій групі «меншовиствуючий ідеалізм» і постановою ЦК КП(б)У 23. 6. 1931 розв'язала Укр. інститут марксизму-ленінізму. З кінця 1920-х pp. діяло в УССР Укр. Товариство войовничих матеріалістів-діалектиків (гол. Ф. Беляєв). Цінними за цього періоду були дослідження над історією укр. філософії, зокрема праці Д. Багалія, М. Суімцова, В. Петрова, А. Ковалівського і С. Єфремова.
Цей перший період розвитку філософії в УССР завершується 1931 року. Багато дослідників і викладачів філософії в Україні були заарештовані в 1930-х pp. (В. Юринець, П. Демчук, С. Семковський та ін.). Відтоді розпочався період застою вже самої марксистської філософії, що тривав до кінця 1940-х pp. У 1939—1956 діяв у Києві Інститут Маркса-Енґельса-Леніна, праця якого зводилася до перекладів і видання творів «класиків» марксизму (включно з Й. Сталіним) та до їх популяризації.

## Розстріляне відродження
Значна частина українських філософів 1920 — початку 1930-х років сприймали і підтримували ідею українізації, яку обстоювали М. С. Скрипник та О. Я. Шумський. Тогочасне українське національне духовне піднесення було настільки сильним, що більшовицька Росія не могла його ігнорувати і змушена була підняти на короткий час «українізацію» на рівень державної політики. Ця видимість самостійності дала імпульс національно-культурному процесу творчого співробітництва української мистецької і філософської інтелігенції, який отримав назву українського відродження.
З січня 1931 р., у зв'язку з дискусією в УІМЛ, почалось продовження сталінського «повороту на філософському фронті» за московським сценарієм. З Москви зі своєю командою приїхав М. Б. Мітін для того, щоб і в Україні розгромити механіцизм та меншовикуючий ідеалізм, уособленням яких стали С. Семковський та В. Юринець.
Підсумки дискусії про поворот на філософському фронті України було підведено з урахуванням постанови ЦК ВКП(б) про журнал «Под знаменем марксизма» в резолюції бюро партосередку філософсько-соціологічного відділу УІМЛ від 20 березня 1931 р. В ній зазначалося, що, враховуючи принцип партійності філософії і природознавства, дискусія «розбила легенду про виключність шляху філософської роботи на Україні», закликала йти українській філософії магістральним шляхом Москви, посилюючи боротьбу з урахуванням місцевих умов, борючись проти соціології М. Грушевського, С. Єфремова, схеми М. Яворського, філософського керівництва механіста й меншовика С. Семковського та ідеаліста В. Юринця, критикуючи їх, зокрема буржуазний естетизм Юринця.
Оскільки в Україні не знайшлося своїх Мітіних, то для укріплення філософського фронту сюди з Москви прислали О. Васильєва, А. Сараджева, М. Юшманова.
Зі смертю М. С. Скрипника в травні—липні 1933 р. українська радянська філософія була обезглавлена. А в 1934 р. було покінчено і з українізацією. До кінця 1937 р. були заарештовані майже всі українські філософи:
- 1933: П. Демчук, М. Яловий
- 1934: П. Костецький, Е. Штейберг, Р. Левік
- 1935: Я. Блудов, Б. Пароцький, І. Дорошенко, Д. Ігнатюк, М. Нирчук, Н. Білярчук, В. Глухенко, Ф. Давиденко, М. Мухін, Н. Андрійчук, Г. Завада, М. Золотарьов, Л. Фесюра, Я. Розанов, С. Лавров
- 1936: Г. Лозових, Г. Ярошевський, Л. Чернін, С. Семковський, Л. Штрум, А. Розанов, І. Атол, Р. Люмкіс, М. Орлов, Ю. Ольман — 1936;
- 1937: А. Сараджев, М. Юшманов…

Це далеко не повний перелік репресованих філософів, які працювали в Україні. За висновком видного українського філософа В. Г. Табачковського (1944—2006) за передвоєнне десятиріччя в результаті масових репресій в Україні змінилося три покоління філософів з періодичністю кожні два-три роки. І «ті з них, хто пройшов через ці страхітливо-криваві „сита“, зрозуміло, практично були уже нездатні на прояв самостійної думки, а міг тільки повторювати „глибокі думки геніального керманича“»

## 20 століття, повоєнний час
Після другої світової війни партія була зацікавлена в піднесенні рівня дослідів і публікацій з ділянки офіц. філософії. 24 червня 1947 чл. політбюро ЦК ВКП(б) А. Жданов виступив з гострою критикою «схоластичного» характеру та ізольованості філософії в СССР. Виступ цей спричинився до деякого пожвавлення філос. студій та наук. опрацювання проблем філософії, щоправда, з догматичних позицій. 1945 організовано Інститут філософії АН УРСР.
Пожвавлені філос. дослідження ведуться з 1950-х pp. в тематичних відділах інституту: філос. питань природознавства, логіки наук. пізнання та історії філос. і суспільної думки в Україні. Перший відділ досліджує філос. проблеми, які виникають у висліді рев. змін у природознавчих науках, наприклад, заміна механіки Ньютона теорією відносності Ейнштейна. Ставиться питання об'єктивности знання, якщо в наук. теоріях такі явища, як маса, простір, час та ін., радикально міняються. У цьому ж відділі розглядаються філософські питання біології, хімії, квантової механіки, космології та ін.
У 1960—1970-х pp. в Україні відбулася низка республіканських і всесоюзних нарад, конференцій і симпозіумів, присвячених цим питанням. Видатним представником філософії природознавства був М. Омеляновський (гол. відділу філос. питань природознавства Інституту Ф. AH CC СР), що запропонував власну інтерпретацію квантової теорії («Філос. питання квантової механіки», 1956). Ін. філософи з ділянки природознавчих наук в УССР: А. Рубашевський, І. Підгрушний, Д. Острянин, М. Вільницький, О. Шугайлін (філос. питання фізики), П. Дишлевий, О. Жмудський, В. Колодяжний (питання біології), М. Депенчук. Над питаннями перехідних періодів у науці та вибором між різними запропонованими теоріями працюють С. Кримський, С. Остапенко та Є. Мамчур.
У ділянці гносеології і логіки наук. пізнання працюють акад. П. Копнін (1922 — 1971, праця «Теорія пізнання та кібернетика», 1964), М. Попович (питання семантики, сучасна формальна логіка), В. Костюк (перевірка гіпотез у наук. дослідженні), А. Уйомов (системний підхід і метод моделювання), Є. Лєдніков (проблема конструктів в аналізі досліджень). Естетичні питання розробляють І. Іваньо («Очерк развития эстетической мысли Украины», 1961), М. Гончаренко, Б. Кубланов, В. Кудін (підручник «Естетика», 1967), В. Передерій (укр. естетична думка), В. Мазепа. Тісно пов'язана з філос. питаннями також нова наука — кібернетика (див. Додатки), над розвитком якої працює в системі АН УРСР окремий інститут. Ці питання порушують у своїх працях академіки В. Глушков, Б. Гнеденко, М. Амосов, В. Королюк; К. Ющенко, О. Івахненко — члени-кореспонденти АН УРСР та Ю. Соколовський, С. Жмудський, І. Буланкін.
За останні тридцять років (1950 — 80) з'явилось чимало праць з історії укр. філософії. З джерельних матеріалів видано твори Г. Сковороди, вперше видано більшість письменницької спадщини Т. Прокоповича у перекладі з латинської мови (З тт., 1979). Джерельні матеріали друкуються також у журн. «Філософська Думка»; якийсь час журнал навіть мав розділ «Філософія в Києво-Могилянській Академії», в якому друкувалися переклади творів та архівні матеріали Т. Прокоповича, І. Ґізеля, С. Яворського, Ю. Кононовича-Горбацького, Г. Сковороди та ін.
Появився ряд ст. і монографій з історії укр. філософії у зб.: «З історії суспільнополіт. та філос. думки на Україні» (1956), «З історії філос. думки на Україні» (1963), «Нарис історії філософії на Україні», ред. Д. Острянин (1966), «З історії філософії на Україні» (1967), «Розвиток філософії в Укр. РСР», ред. В. Євдокименко (1968), «Від Вишенського до Сковороди», ред. В. Нічик (1972).
У ділянці іст. укр. філософії працюють ще: Т. Білич, І. Іваньо, Л. Махновець, Д. Кирик, М. Рогович, М. Кашуба, Я. Ісаєвич, П. Манзенко, В. Горський, Я. Стратій, І. Табачніков, М. Денисенко, В. Дмитриченко, І. Назаренко, А. Брагінець, П. Коваль, Є. Пронюк.
В УССР до філос. наук належать також питання релігії, які досліджуються з погляду атеїзму. Серед авторів праць з атеїзму відомі В. Танчер, А. Аветисян, Є. Дулуман, О. Онищенко.
На початку 1970-х pp. умови праці в Інституті Ф. АН УРСР погіршилися. 1972 р. заарештовано молодших співробітників В. Лісового (логік) і Є. Пронюка (дослідник історії філософії і суспільної думки в Україні). Тоді ж обмежено дослідження української філософії, зокрема публікації філософських праць українською мовою. З другої половини 1970-х pp. багато більше монографій і поважніших досліджень з філософії друкуються російською мовою, а українською — популярні і пропагандивні брошури. Крім журналу «Філософська Думка», появляються ще різні серійні видання, збірки, записки. У 1951 — 1961 pp. Інститут ілософії АН УРСР випустив 6 томів «Наукових записок», а Київ. Університет — «Зб. філос. факультету»; появилися «Питання філософії» в серії праць катедр суспільних наук Львівського Університету. У 1960-х pp. вид-во Київ. Унту почало видавати такі міжвідомчі зб.: «Проблеми філософії» (з 1966, ред. Д. Острянин), «Етика і естетика» (ред. В. Передерій, В. Кудін), «Питання наук. комунізму» (ред. Й. Ремезовський, В. Антоненко), «Питання атеїзму» (з 1965, ред. В. Танчер), «Філос. питання сучасного природознавства» (з 1965, ред. О. Шугайлін, Г. Вдовиченко, Н. Костюк). Всі ці міжвідомчі вид. 1977 — 78 перейшли на рос. мову. Харківський Університет продовжує видавати зб. ст. «Філософія» і «Наук. комунізм» (укр. і рос. мовами). Ст. на філос. теми містяться також у зб. Київського університету"Вопросы общественных наук", як також у «Віснику Київського Університету» (філос. серія і серія «Етика і естетика»). 1973 вид-во Укр. Рад. Енциклопедія АН УРСР видало за ред. В. Шинкарука «Філос. словник» (перший українською мовою "Короткий філоофський словник" за ред. М. Розенталя і П. Юдіна вийшов 1940). У 1976 — 81 pp. в УССР випущено понад 500 праць з філософії і споріднених ділянок, у тому ч. і «наук. комунізму». З того ч. 84 назви з ділянки історії філософії і критики т. зв. «буржуазної ідеології», 65 з етики й естетики, 48 з методології і філософії природознавчих наук.
Як навчальна дисципліна філософія викладається у високих школах України; у всіх університетах та при більших вузах є кафедри філософії (в 1965 було 58). Крім Інституту Ф. АН УРСР, досліди з філософії велися у відділі філософії Інституту суспільних наук у Львові.
Дослідники і викладачі філософії в Україні належать до Філос. Товариства УРСР, що є відділом всесоюзного філос. товариства, заснованого 1971. Це товариство діє під керівництвом AH CCCP, а до його президії входить як один з заст. гол. В. Шинкарук (директор Інституту Ф. АН УРСР), він же гол. Укр. відділу. 1982 Укр. відділ Філос. Товариства мав 1960 індивідуальних чл. та 41 колективного чл. (обл. і місц.).

## Сучасність (від 1991р.)
В Україні на початку XXI ст. діє Інститут філософії імені Григорія Сковороди НАН України, Центр гуманітарної освіти НАН України, кафедри філософії при університетах; філософське товариство, Філософський фонд.
Структура філософії України визначається в залежності від соціокультурного фону. В історію філософії як науки входять, по-перше, дослідження історії філософської думки в Україні як невід'ємної складової частини світової культури. Функціонування філософських ідей створює філософсько-світоглядний ґрунт тієї культури, що об'єднує людей, які живуть в Україні і формують її народ. По-друге, історія філософії в Україні охоплює філософські проблеми і теорії, розроблені і сформовані саме філософами вихідцями з України. Це найвіддаленіші від суто української національно-культурної проблематики дослідження. У них слабкіше виражається характер власне української культури. Нарешті, до історії української філософії входять дослідження її специфіки, національних особливостей, традицій. Мова йде про світоглядну ментальність, що визначає власне українське бачення світу, про комплекс світоглядних ознак, що зумовлюють визначеність духовного світу нації в контексті історії культури людства. Урахування усіх складових у їх взаємодії дозволяє усвідомити самобутність філософії в Україні, починаючи з Київської Русі.

## Навчальна та довідкова література
Важливою ознакою стану будь-якої галузі знань є наповненість ніші навчальної і довідкової  літератури. Хоч би яким значущим не було вивчення першоджерел, утворення цілісної картини тієї чи іншої дисциплінарної галузі, насамперед для тих, хто тільки починає знайомитись з нею, неможливе без підручників і навчальних посібників, із характерним для них стислим та системним викладенням матеріалу. Водночас, джерельне забезпечення для підручників мають забезпечувати хрестоматії та антології, що дозволяють швидко ознайомитись із ретельно дібраними фрагментами релевантних праць, а також тематичні словники та енциклопедії, які допомагають актуалізувати здобуті знання в розрізі ключових імен і категорій.
За роки незалежності цей сегмент літератури зазнав помітного розвитку, утім, поки що зарано говорити про те, що всі тематичні й хронологічні розділи філософії представлені в ньому рівною мірою. Актуальний стан даного сегменту української філософської літератури відстежує відповідний розділ національного порталу української філософії Philosophy.ua, який містить дані про переважну більшість підручників, енциклопедій та хрестоматій філософської тематики, створених чи перекладених українськими фахівцями, які упорядковано за хронологічним принципом, по галузях філософського знання та по окремих теоретико-методологічних традиціях.